# 奇脉叶蝉属
奇脉叶蝉属（学名：Paradoxivena）是叶蝉科下的一个属。

## 下属物种
本属包括以下物种：
- 扎木奇脉叶蝉 Paradoxivena zhamuensis Wei, Zhang & Webb, 2006